# Lih Janowitz
Lih Janowitz (* in Köln) ist eine Filmemacherin und Dramaturgin, die in Berlin lebt.

## Werdegang
Nach dem Studium der Politischen Wissenschaft und Germanistik in Köln und Heidelberg absolvierte Lih Janowitz ein Regiestudium an der Deutschen Film- und Fernsehakademie Berlin und schloss es 1990 erfolgreich ab. 
Sie schreibt Drehbücher und führt Regie bei Spielfilmen sowie bei Kurz- und Dokumentarfilmen. 
Langjährige Zusammenarbeit verbindet Lih Janowitz mit der Werkstatt für interkulturelle Medienarbeit. An der Alice Salomon Hochschule in Berlin ist sie seit 2006 Lehrbeauftragte für Film im Bereich Kultur – Ästhetik – Medien. Freiberuflich macht sie zudem dramaturgische Beratung für Filmproduktionen. Von 2008 bis 2012 unterrichtete sie Filmdramaturgie an der DAA Medienakademie.
In Zusammenarbeit mit Sarah Gross entstand der Dokumentarfilm Brown Bread, der 2014 auf dem Harlem International Filmfest in New York mit dem Preis „Best World Documentary“ ausgezeichnet wurde.
Lih Janowitz ist Mitglied bei ProQuote Regie.

## Filmographie
- 2024/25 Wilma will mehr (Dramaturgische Beratung)
- 2024/25 Grains of Sand (Dramaturgische Beratung)
- 2022/23 Die Herrlichkeit des Lebens (Dramaturgische Beratung)
- 2022/23 Die Blätter der Orangen (Dramaturgische Beratung, Stoffentwicklung)
- 2022/23: Melodie von der Wiege bis ins Gab (Dramaturgische Beratung)
- 2022/23: Connection (Dramaturgische Beratung)
- 2019/20: Romantic Baby (Drehbuch zusammen mit Anka Schmid)
- 2018: A Growing Thing (Dramaturgische Beratung)
- 2018: Frau Metall (Regie, Drehbuch, Schnitt, Produzent)
- 2017: Haarig (Dramaturgische Beratung)
- 2015/16: Am Bahnhof Zoo (Regie, Drehbuch, Schnitt, Produktion) Kurzfilm im Rahmen eines Projekts des Goethe Instituts Tel Aviv
- 2014 Brown Bread (Dramaturgische Beratung)
- 2013 Leonie Ossowski (Regie, Drehbuch, Schnitt, Produzent)
- 2012: Brasilien, Musikclip (Idee und Realisation)
- 2006/2007: Die Farben des Tigua Tals / Im Land der Arutan / Workshop mit den AWA / Rap im Wasser / Vamos a la Playa (Montage in Quito/Ecuador)
- 2003–2004: Georgisches Liebeslied (Regie-Assistenz)
- 2005: Bitteres aus Bitterfeld (Montage)
- 2002/2003: Für immer für dich (Regie, Drehbuch)
- 2001/2002: Freundinnen für immer (Regie-Assistenz)
- 2000: Julias Geist (Regie-Assistenz)
- 1999: Blutiges Eis (Regie-Assistenz)
- 1998: Die Sünde der Engel (Regie-Assistenz)
- 1997: Enkelkinder (Montage)
- 1997: Sperling (Regie-Assistenz)
- 1996: Little Sister (Regie-Assistenz)
- 1994/95: Das schafft die nie (Drehbuch, Regie)
- 1993: Die tödliche Maria (Regie-Assistenz)
- 1992: Aufstand der Dinge (Darsteller, Regie-Assistenz)
- 1992: Epilog (Regie-Assistenz)
- 1992: Jugendradio DT64 (Montage)
- 1991/1992: Der Erdnussmann (Regie-Assistenz)
- 1990/1991: Hinter verschlossenen Türen (Regie-Assistenz)
- 1990/1992: Glück 1 (Regie, Drehbuch)
- 1990: Because (Regie-Assistenz)
- 1989: Zwischen Geiern (Sprecher, Regie, Drehbuch, Kamera)
- 1988: Kippes (Darsteller)
- 1986: Die Schnecken (Regie, Drehbuch, Schnitt)
- 1986: Ein normales Leben (Darsteller)

## Auszeichnungen
- 2018: Filmfest Wismar: Kleine Meerjungfrau für „Frau Metall“
- 2014: Harlem International Filmfest in New York, Best World Documentary für Brown Bread
- 1995: Film Kunst Fest Schwerin: Publikumspreis für „Das schafft die nie“
- 1995: Filmfest Saarbrücken: Preis Beste Darstellerin für Claudia Michelsen in „Das schafft die nie“